# やる気スイッチグループホールディングス
株式会社やる気スイッチグループホールディングス（英語: YARUKI Switch Group Holdings, Co., Ltd.）は、個別指導塾「スクールIE」などを展開する「やる気スイッチグループ」を統括する持株会社。

## 概要
やる気スイッチGHDは、総合教育サービス会社のやる気スイッチグループの純粋持株会社として、グループが展開する個別指導塾「スクールIE」をはじめ知能育成と受験対策の幼児教室「チャイルド・アイズ」、子ども向け英語・英会話教室「WinBe」など7つのスクールブランドを中心とした教室運営・フランチャイズ事業を統括する。

## 沿革
- 2020年（令和2年）1月7日 - やる気スイッチグループの単独株式移転により、株式会社やる気スイッチグループホールディングスを設立[2]。
- 2020年（令和2年）12月 - 連結子会社のやる気スイッチグループが、IoT系ベンチャーのPreferred Networksと共同で、YPスイッチを設立。プログラミング教室の経営、フランチャイズ事業などに進出。
- 2021年（令和3年）9月10日 - 連結子会社のやる気スイッチグループが、学研塾ホールディングスと共同で、YGCを設立[3]。次世代型学習モデルの開発と展開に進出。
- 2022年（令和4年）2月28日 - 大手キャラクタービジネスのサンリオと資本提携。サンリオがやる気スイッチGHDの株式10.0%を、30億円で取得[4]。
- 2022年（令和4年）3月23日 - 大手私鉄の名古屋鉄道と資本提携。名鉄がやる気スイッチGHDの株式1.0%を、約3億円で取得[5]。
- 2022年（令和4年）12月26日 - 大手総合不動産の野村不動産ホールディングスと資本提携。野村不動産HDがやる気スイッチGHDの株式9.0%を約27億円で取得[6][7]。
- 2023年（令和5年）6月29日 - 大手民放のTBSホールディングスがアドバンテッジ パートナーズより、やる気スイッチGHDの保有分全株式（78.0%）を約287億円で取得[8]。TBSグループ入り[9]。
- 2024年（令和6年）12月2日 - 連結子会社のやる気スイッチグループが、愛媛県を地盤とする総合学習塾の寺小屋グループの全株式を取得[10]。

## グループ会社
- 株式会社やる気スイッチグループ - 個別指導塾や幼児教育につき、それぞれの直営事業およびフランチャイズ事業を展開。また、これらに伴う事務手続き代行業務も担う。
  - 株式会社やる気スイッチキャリア - 国内外よりネイティブ人材を募集し、グループ内における外国人講師として採用、研修および派遣すること。
  - 株式会社YPスイッチ - Preferred Networksとの合弁。小学生を中心にプログラミング教育を展開。
  - 株式会社YGC - 学研塾ホールディングス（学研ホールディングス 100.0%）との合弁。次世代型学習モデルの開発・展開。
- 台灣拓人教育事業股份有限公司 - 台湾現地企業との合弁。